# クロード・ヴィヴィエ

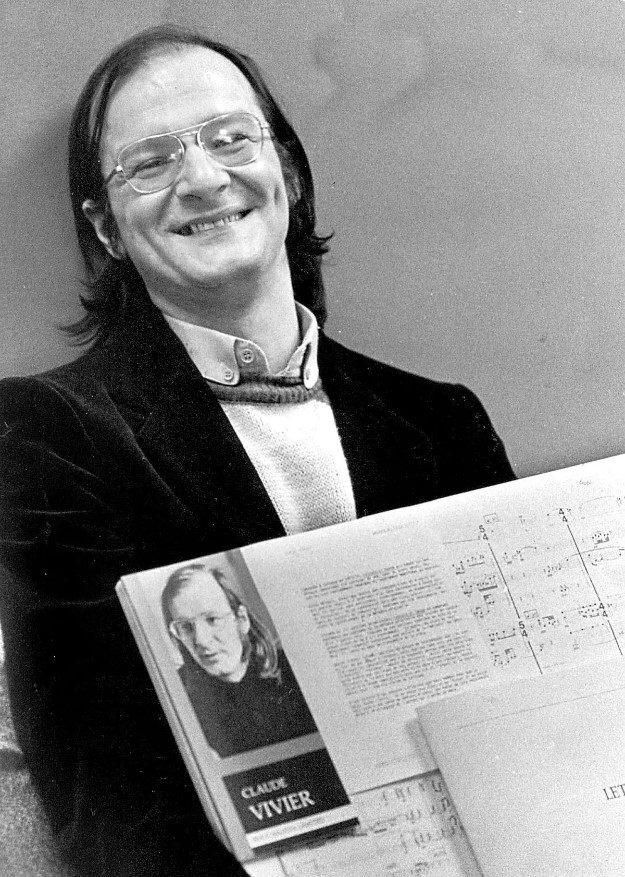
Vivier (1980)

クロード・ヴィヴィエ（またはヴィヴィエール。Claude Vivier, 1948年4月14日 モントリオール - 1983年3月7日 パリ）はカナダの現代音楽の作曲家。1970年代初頭にカールハインツ・シュトックハウゼンに師事しており、旋律的な発想に、シュトックハウゼンの作曲技法からの影響が見られる。東洋の音楽にも影響され、とりわけバリのガムランに心酔した。ヴィヴィエは同性愛者であり、パリのゲイバーで出会った男に刺し殺された。

## 主要作品一覧
- ソプラノ、クラリネットと打楽器のための《オジカワ Ojikawa 》 (1968年)
- オンド・マルトノとピアノ、打楽器のための《増殖 Prolifération 》 (1969年)
- 20人の歌手と打楽器のための《終末への音楽 Musik für das Ende 》 (1971年)
- 室内オーケストラのための《デヴァとアスラ Deva et Asura 》 (1972年)
- 7人の女声のための《唄 Chants 》 (1973年)
- ソプラノと合唱のための《おお、宇宙よ O! Kosmos 》 (1973年)
- 2台のピアノと4つのヴァイオリン、2つのヴィオラのための《 Désintégration 》 (1974年)
- ソプラノと混声七重唱のための《ダンテの言葉 Lettura di Dante 》 (1974年)
- ソプラノとピアノのための《夜の賛歌 Hymnen an die nacht 》 (1975年)
- 管弦楽曲《シッダルタ Siddhartha 》 (1976年)
- テープ音楽《ヴォイツェク Woyzeck 》 (1976年)
- 何らかの楽器編成のための《 Pulau Dewata 》 (1977年)
- ピアノ曲《シラズ Shiraz 》 (1977年)
- フルート、ヴァイオリン、チェロとピアノのための《 Paramirabo 》 (1978年)
- フルートとオーボエ、ヴァイオリン、ピアノ、打楽器のための《歓迎の音楽 Greeting Music 》 (1978年)
- 管弦楽曲《オリオン Orion 》 (1979年)
- 歌劇《コペルニクス、死の祭祀 Kopernikus: Rituel de la Mort 》 (1979年)
- ソプラノと管弦楽のための《みなし児 Lonely Child 》 (1980年)
- 弦楽合奏のための《ジパング Zipangu 》 (1980年)
- ソプラノと室内オーケストラのための《ブカラ Bouchara 》 (1981年)
- 13の楽器、4人の歌手とナレーターのための《「マルコ・ポーロ」のためのプロローグ Prologue pour un Marco Polo 》 (1981年)
- 木管五重奏とピアノのための《サマルカンド Samarkand 》 (1981年)
- メゾソプラノとオーケストラ、テープのための《光よ汝はいずこに Wo bist du Licht! 》 (1981年)